# Błękitek (film)
Błękitek – amerykańska komedia z 2007 roku.

## Główne role
- Lisa Kudrow – Leslie
- Scott Prendergast – Salman
- Christine Taylor – Betty
- Conchata Ferrell – Kathleen
- Jeffrey Dean Morgan – Brad
- Chris Parnell – Frank
- Teri Garr – Suze
- Angela Sarafyan – Ramona
- Patricia Buckley – Elizabeth P.
- Cameron Wofford – Cameron
- Landon Henninger – Lincoln
- Raquel Gavia – Esme

## Fabuła
Niezdarny Salman przyjeżdża pomóc bratowej Leslie opiekować się jej dziećmi, bo jego brat walczy w Iraku. Salman w tym celu musi podjąć pracę. W końcu znajduje robotę jako... wielka, niebieska maskotka korporacji.

## Nagrody i nominacje
Nagroda Satelita 2008
- Najlepsza aktorka w komedii lub musicalu – Lisa Kudrow (nominacja)